# Aldo Arellano
Aldo Misael Arellano Miranda (Toluca, 14 de junio de 1995) es un futbolista mexicano que juega como mediocampista y su actual equipo son los Alebrijes de Oaxaca de la Liga de Expansión MX.

## Trayectoria

### Querétaro Fútbol Club
Ingresó a las fuerzas básicas del Deportivo Toluca, en el año 2010 comenzando a jugar en las categorías inferiores Sub-15 y Sub-17, al tener destacadas actuaciones fue visoriado, por un agente del Querétaro Fútbol Club donde le hizo una invitación para irse a probar con las categorías inferiores. 
Al tener buenas actuaciones con las fuerzas inferiores, realizó pretemporada con el primer equipo para el Clausura 2016, sin embargo no fue registrado con el primer equipo.
Fue registrado para el Apertura 2016, donde no tuvo minutos de juego.
Hizo su debut en Copa MX el 22 de febrero de 2017, ante el Cruz Azul.
Realizó su debut profesional el 25 de febrero de 2017, ante el Club Universidad Nacional.

### Clubes
| Club                  | País   | Año             |
| --------------------- | ------ | --------------- |
| Querétaro Fútbol Club | México | 2017 - 2019     |
| Cimarrones de Sonora  | México | 2020 - 2024     |
| Alebrijes de Oaxaca   | México | 2025 - Presente |

## Palmarés

### Campeonatos nacionales
| Título       | Equipo    | País   | Año  |
| ------------ | --------- | ------ | ---- |
| Supercopa MX | Querétaro | México | 2017 |